# Munitionslager Mottschieß

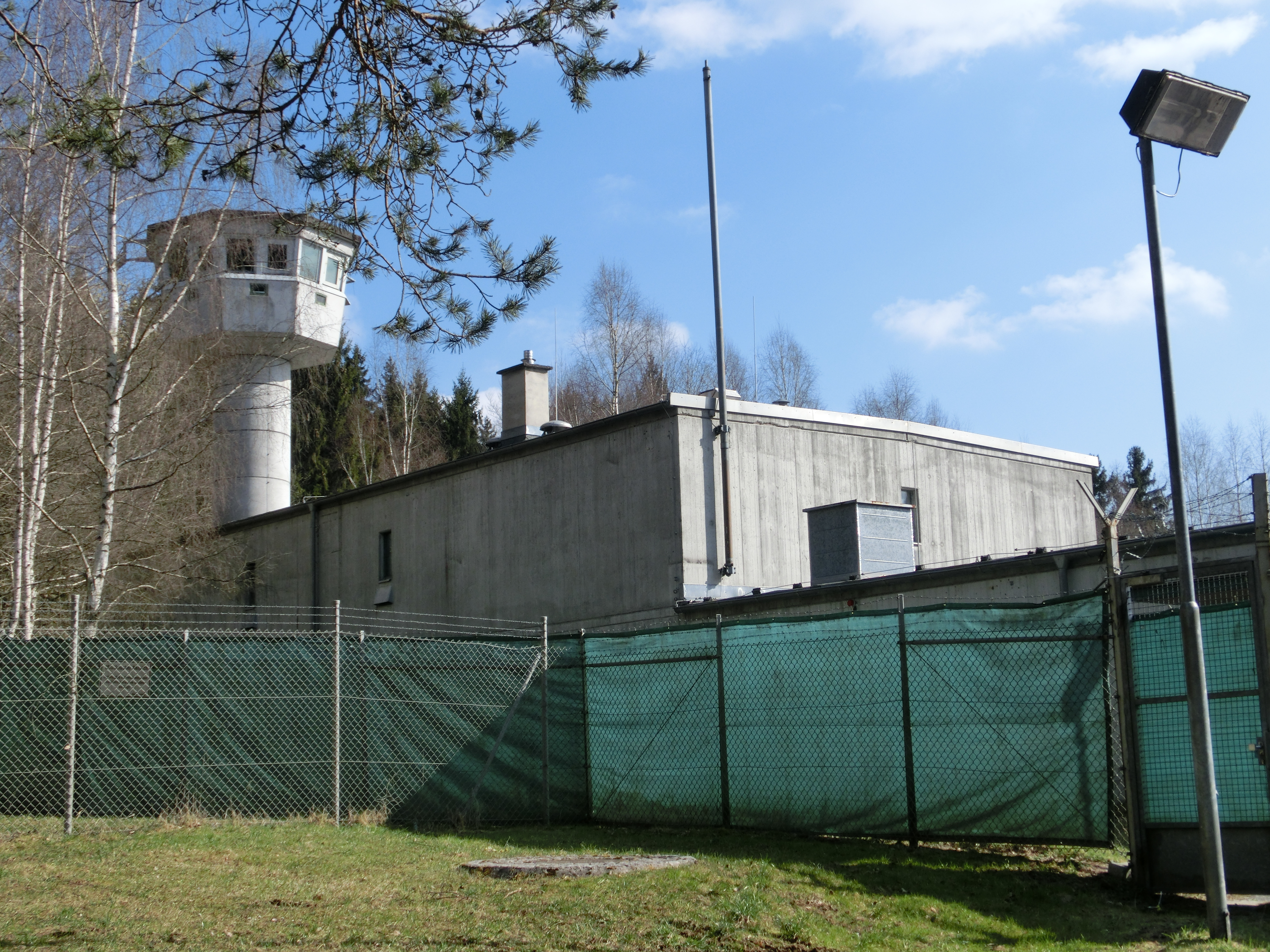
Eingangsbereich des Lagers mit Sichtschutzzaun und Wachturm (März 2015)

Das ehemalige Munitionslager Mottschieß befindet sich im Weithart, nordöstlich von Mottschieß, einem Stadtteil Pfullendorfs, und westlich von Levertsweiler, einem Teilort Ostrachs. 
Das eingezäunte Gelände mit Gebäuden, Wachtürmen und Lagerhallen befinden sich somit sowohl auf der Gemarkung der Stadt Pfullendorf als auch auf der Gemarkung der Gemeinde Ostrach, zwei Kommunen im Landkreis Sigmaringen in Baden-Württemberg.

## Geschichte
1961 kaufte der Bund den 34,1 Hektar großen Distrikt VII/9 des Pfullendorfer Waldes, rodete ihn und richtete hier eine Standortmunitionsniederlage des Heeres für die Generaloberst-von-Fritsch-Kaserne (heute Staufer-Kaserne) in Pfullendorf und die Kaserne in Weingarten (Standortmunitionsniederlage 543/1, Verteidigungskreiskommando 543) ein.
Das Lager wurde während des Kalten Kriegs zusätzlich zur Lagerung von nuklearen Sprengköpfen verwendet. Ab 1969 erstellten die US-Streitkräfte hier ein Sonderwaffenlager in einem innerhalb des eigentlichen Lagers extra eingezäunten Gelände mit Wachtürmen, Gebäuden und Lagerhallen. Bewacht wurde es vom Sicherungszug der 2nd US Army Field Artillery Detachment (USAFAD), 512th US Army Artillery Group (USAAG), unterstützt wurden sie von der Begleitbatterie 10 des Artillerieregiments 10 der 10. Panzerdivision der Bundeswehr aus Pfullendorf.
Im Juni 1981 protestierten in Pfullendorf bei einem angemeldeten und genehmigten Friedensmarsch von Grünen, Jungsozialisten und verschiedene konfessionellen Friedensgruppen gegen den NATO-Doppelbeschluss vom 12. Dezember 1979 und speziell gegen die Lagerung von Atomwaffen im Mottschießer Wald. Auf die Demonstranten warteten vier Hundertschaften der Polizei, verstärkte Wachen in der Pfullendorfer Garnison und deutsche und US-amerikanische Soldaten in Mottschieß. In der Stadt herrschte Sorge: Die Geschäfte hatten eine Stunde früher als üblich geschlossen, die Gaststätten öffneten nicht. Die Bürger der Stadt und ihre Kinder hielten sich in ihren Wohnungen auf. Vorausgegangen war eine Bekanntmachung des Pfullendorfer Bürgermeisters Hans Ruck, der zu Ruhe und Besonnenheit riet und dazu, die Autos sicher zu verwahren. Vom Stadtsee aus zog der lange, bunte Demonstrationszug, ausgerüstet mit zahllosen Fahnen und Plakaten, durch die Innenstadt auf den Marktplatz, um dort den sogenannten „Die-in“ zu zelebrieren, eine Aktionsform des gewaltlosen Widerstands, bei der sich Demonstranten auf ein Sirenengeheul hin plötzlich zu Boden warfen und symbolisch den plötzlichen Atomtod simulierten.
Das Atomwaffenlager wurde bald darauf geschlossen, die amerikanischen Soldaten zogen ab. Die Bundeswehr nutzte das Lager noch bis in die 1990er Jahre als Munitionslager. Später ging das Gelände in das Eigentum der Bundesanstalt für Immobilienaufgaben (BImA) über und wird als Liegenschaft in Süd- oder Nordwürttemberg von Stuttgart aus betreut.
Die Suche nach Käufern blieb erfolglos. Zwischendurch wurden die Hallen durch die ZG Raiffeisen für die Lagerung von Kartoffeln und das Gelände auch von Soldaten des Ausbildungszentrums Spezielle Operationen (AusbZSpezlOp) zu Übungszwecken genutzt.
Zuletzt wurde das von der Bundeswehr als „Übungsgelände“ ausgewiesene Gelände 2010 zum Verkauf angeboten. Seitdem wird es wieder von der Bundeswehr militärisch genutzt. Im Jahr 2023 wurde das Gelände ausgebaut und seither von der in Pfullendorf stationierten IV. Inspektion des Ausbildungszentrums Spezielle Operationen als Übungsgelände für angehende Luftwaffenoffiziere genutzt.